# كأس بلجيكا 2015–16
كأس بلجيكا 2015–16 (بالفرنسية: Coupe de Belgique de football 2015-2016)‏ هو الموسم 61 من كأس بلجيكا. أقيم خلال الفترة 26 يوليو 2015 وحتى 20 مارس 2016، وأشرف على تنظيمه الاتحاد الملكي البلجيكي لكرة القدم، وكان عدد الأندية المشاركة فيه 32، وفاز فيه ستاندارد لييج.